# 诺里奇城足球俱乐部
诺维奇城足球俱乐部（英語：Norwich City Football Club，發音： /ˈnɒrɪdʒ  ˈsɪti/）是位於英格蘭東部诺福克郡諾里奇的職業足球會，成立於1902年，由於會徽上的上金絲雀，所以綽號為“金絲雀”，主場為卡諾路球場（Carrow Road），現時在英格蘭足球冠軍聯賽角逐。

## 歷史
諾域治是英格蘭東南部其中一支重要球隊，是英超聯創辦成員之一，更在首屆英超聯奪得季軍。但至1995年降至英甲作賽，直至2003年才取得英甲冠軍重返英超，可惜只在英超一年，降班返回英甲（同年英甲改組成英冠）。於2008–09年球季，諾域治更從英冠降級到英甲作賽，但翌年在英甲贏得冠軍重返英格蘭足球冠軍聯賽。
剛回升英冠的諾域治，在首季聯賽就取得英冠亞軍，在2011年連續兩年升班到英格兰足球超级联赛作賽。諾域治在英超作賽三個球季，在2013/14年度球季護級失敗只得第18名，再次降班至英冠作賽。
2014–15年球季，諾域治在季中聯賽排名仍處中游，並以年僅 33 歲並且沒有英格蘭足球經驗的為領隊，但諾域治最後竟取得英冠第三名，並透過升班附加賽以2球擊敗米杜士堡重返英超，但諾域治之後一季( 2015–16年度球季 ) 狀態欠佳，除季中擊敗曼聯較為突出外，在1月以後18場比賽只取得3勝2和，長期陷入護級戰，但直至5月才護級失敗，未能破除 3支升班球隊未能一起留在英超的魔咒。
2018–19年度球季，諾域治在德国教练法尔克的带领下，自季中起長期居英冠聯賽榜首位置，最後在英冠第45轮的比赛中，主场以2-1击败布力般流浪，提前一轮聯賽確定取得英冠首兩名，來季升上英超。最後諾域治亦取得本屆英冠聯賽冠軍。
回升英超的諾域治在2019-20年度球季長期位於聯賽榜榜末，至2020年7月11日，諾域治在第35輪聯賽以0-4敗給韋斯咸，提早三輪賽事宣告護級失敗，亦是球會第五次由英超降班，成為歷來從英超降班次數最多的球會。
2020-21年度英冠聯賽，去季從英超降班的諾維奇城長期處於榜首位置。至第42輪聯賽，聯賽排名第三位的賓福特及第四位的史雲斯雙雙獲得和局失分，確定諾域治提前四轮聯賽確定取得英冠首兩名，最後諾域治取得英冠冠軍，成為繼西布朗後第2支5度升上英超的球隊。
2021-22赛季，回到英超的诺维奇成绩依旧不佳，整季基本上沒有離開過降班區，最後於第34轮以0-2不敌阿斯顿维拉後，提前四轮比賽篤定降级，最後以聯賽末席作結，刷新了自己保持的从英超降级次数纪录。不過回降英冠的諾域治在2022-23賽季只取得英冠第十三名，未能如上兩次降班英冠一季後隨即回升英超。

## 大事紀年
| 年 份   | 事 項                                                                               |
| ------- | ----------------------------------------------------------------------------------- |
| 1905-06 | 加入南部甲組聯賽                                                                    |
| 1920-21 | 足球聯盟南區丙組聯賽創始成員                                                        |
| 1933-34 | 南區丙組聯賽冠軍，升級乙組                                                          |
| 1939    | 乙組聯賽排第廿一位，降級南區丙組                                                    |
| 1950-51 | 南區丙組聯賽亞軍                                                                    |
| 1958-59 | 聯賽重組後被置於丙組聯賽。晉身足總杯四強                                            |
| 1959-60 | 丙組聯賽亞軍，升級乙組                                                              |
| 1961-62 | 決賽兩回合累計4-0擊敗罗奇代尔，聯賽杯冠軍                                           |
| 1971-72 | 乙組聯賽冠軍，升級甲組                                                              |
| 1972-73 | 決賽0-1負於，聯賽杯亞軍                                                             |
| 1973-74 | 甲組聯賽排第廿二位，降級乙組。晉身聯賽杯四強。                                      |
| 1974-75 | 乙組聯賽季軍，升級甲組。決賽0-1負於，聯賽杯亞軍                                     |
| 1981    | 甲組聯賽排第廿位，降級乙組                                                          |
| 1981-82 | 乙組聯賽季軍，升級甲組                                                              |
| 1984-85 | 決賽1-0擊敗，聯賽杯冠軍（第二次）                                                   |
| 1985    | 甲組聯賽排第廿位，降級乙組                                                          |
| 1985-86 | 乙組聯賽冠軍，升級甲組                                                              |
| 1988-89 | 晉身足總杯四強                                                                      |
| 1991-92 | 晉身足總杯四強                                                                      |
| 1992-93 | 超聯創始成員，第一年取得第三名，为球队历史最佳战绩。                                |
| 1995    | 超聯排第廿位，降級甲組《II》                                                        |
| 2001-02 | 甲組《II》聯賽排第六位，附加賽準決賽兩回合累計3-2擊敗狼隊，千禧球場決賽1-1，2-4負於 |
| 2003-04 | 甲組《II》聯賽冠軍，升級英超                                                        |
| 2005    | 英超聯賽排第十九位，降級甲組《II》。甲組《II》聯賽更名“英冠聯賽”                    |
| 2008-09 | 英冠聯賽排第廿二位，降級英甲                                                        |
| 2009-10 | 甲級聯賽冠軍，升級英冠                                                              |
| 2010-11 | 英冠聯賽亞軍，升級英超                                                              |
| 2013-14 | 英超聯賽排第十八位，降級英冠                                                        |
| 2014-15 | 英冠聯賽排第三位，附加賽準決賽兩回合累計4-2淘汰，温布萊決賽2-0擊敗，升班英超        |
| 2015-16 | 英超聯賽排第十九位，降班英冠聯賽                                                    |
| 2018-19 | 英冠聯賽冠軍，升級英超                                                              |
| 2019-20 | 英超聯賽排第二十位，降班英冠聯賽                                                    |
| 2020-21 | 英冠聯賽冠軍，升級英超                                                              |
| 2021-22 | 英超聯賽排第二十位，降班英冠聯賽                                                    |

## 近況

### 盃賽成績
| 圈數     | 日期          | 主／客   | 對賽球隊 | 紀錄                            |
| 聯 賽 盃 | 聯 賽 盃      | 聯 賽 盃 | 聯 賽 盃 | 聯 賽 盃                        |
| -------- | ------------- | -------- | -------- | ------------------------------- |
| 第一圈   | 2020年9月5日  | 客       | 盧頓     | 負 1–3 （页面存档备份，存于）   |
| 足 總 盃 |               |          |          |                                 |
| 第三圈   | 2021年1月9日  | 主       | 高雲地利 | 勝 2–0 （页面存档备份，存于）   |
| 第四圈   | 2021年1月23日 | 客       | 班士利   | 負 0 - 1 （页面存档备份，存于） |

## 主場球場

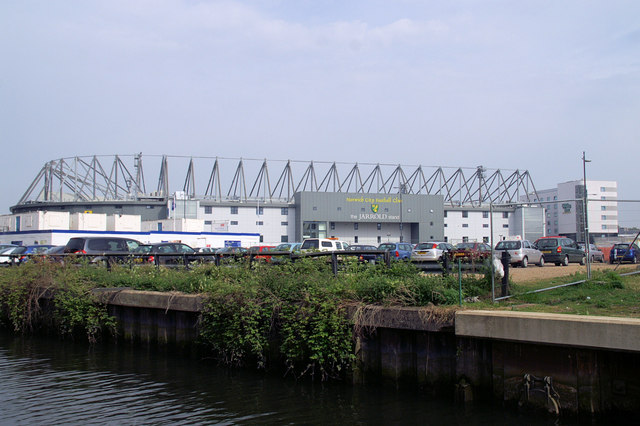
卡諾路球場外觀

諾域治在1935年卡諾路球場揭幕時遷入成為主場球場，取代破舊的雀巢球場（The Nest），為球會自1902年成立以來的第三個主場球場。
卡諾路球場現時擁有四面看台，分別為兩邊龍門後方的東北面的「柏克萊」（The Barclay，常被錯誤稱為「柏克萊看台」）及西南面的「諾里奇及彼德堡看台」（Norwich and Peterborough Stand，亦稱為「右河岸」），西北面的「城市看台」（City Stand）及最近完成的「查洛看台」（Jarrold Stand，亦稱為「南看台」），全座席可容26,034名觀眾。2010年夏季將看台座位重新編排，容量提升至27,000。
在球場未改建為全座席前的入場觀眾人數紀錄為43,984人，於1963年英格蘭足總盃第六圈對莱斯特城時創出。改建後則為25,522人，於2005年4月9日在英超聯對時創出，並取勝2-0。

## 榮譽

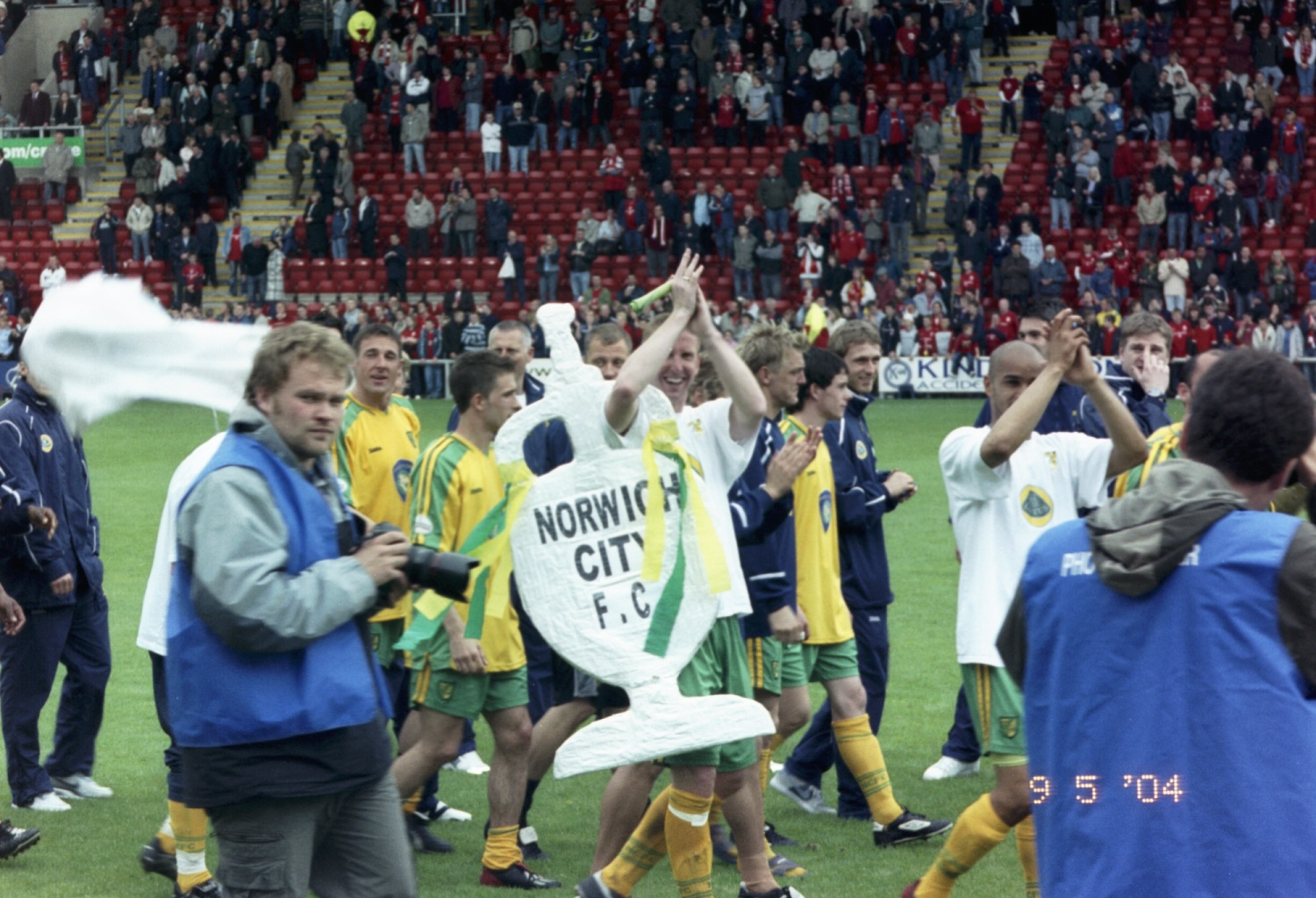
諾域治贏得2004年甲組聯賽冠軍

| 榮譽                 | 次數        | 年度                   |
| 聯 賽 比 賽          | 聯 賽 比 賽 | 聯 賽 比 賽            |
| -------------------- | ----------- | ---------------------- |
| 冠軍聯賽 冠軍        | 2           | 2018/19年、2020/21年； |
| 甲組〈II〉聯賽 冠軍  | 1           | 2003/04年；            |
| 乙組聯賽 冠軍        | 2           | 1971/72年、1985/86年； |
| 冠軍聯賽 亞軍        | 1           | 2010/11年；            |
| 英冠附加賽 冠軍      | 1           | 2014/15年；            |
| 乙組聯賽 季軍        | 2           | 1974/75年、1981/82年； |
| 甲級〈III〉聯賽 冠軍 | 1           | 2009/10年；            |
| 南區丙組聯賽 冠軍    | 1           | 1933/34年；            |
| 南區丙組聯賽 亞軍    | 2           | 1950/51年、1959/60年； |
| 杯 賽 比 賽          |             |                        |
| 聯賽杯 冠軍          | 2           | 1962年、1985年；       |
| 聯賽杯 亞軍          | 2           | 1973年、1975年；       |
| 足总青年杯 冠軍      | 1           | 1983年；               |

## 球員名單（2024/25）
1. 粗體字為新加盟球員（包括先借後買斷）
2. 2024年夏季轉會窗：6月14日-8月30日

註釋：國旗表示球員在國際足聯資格規則定義的國家隊。球員可能擁有一個以上非國際足聯國籍。
| 號碼 |        | 位置 | 球員                                       |
| ---- | ------ | ---- | ------------------------------------------ |
| 1    | 蘇格蘭 | 门将 | （Angus Gunn）                             |
| 3    | 英格兰 | 后卫 | （Jack Stacey）                            |
| 4    | 爱尔兰 | 后卫 | （Shane Duffy）                            |
| 6    | 英格兰 | 后卫 | （Ben Gibson）                             |
| 7    | 西班牙 | 前锋 | （Borja Sainz）                            |
| 8    | 英格兰 | 中场 | 基比斯（Liam Gibbs）                       |
| 9    | 美国   | 前锋 | （Josh Sargent）                           |
| 10   | 英格兰 | 前锋 | （Ashley Barnes）                          |
| 12   | 英格兰 | 门将 | 朗治（George Long）                        |
| 14   | 荷兰   | 前锋 | （Sydney van Hooijdonk）（由博洛尼亚借用） |
| 16   | 瑞士   | 中场 | （Christian Fassnacht）                    |
| 17   | 巴西   | 中场 | 加比爾·沙拿（Gabriel Sara）                |

| 號碼 |          | 位置 | 球員                      |
| ---- | -------- | ---- | ------------------------- |
| 19   | 丹麦     | 中场 | （Jacob Sørensen）        |
| 20   | 突尼西亞 | 中场 | （Anis Ben Slimane）      |
| 21   | 英格兰   | 后卫 | （Danny Batth）           |
| 22   | 英格兰   | 前锋 | （Lewis Dobbin）          |
| 23   | 蘇格蘭   | 中场 | （Kenny McLean）（vc）    |
| 25   | 古巴     | 中场 | （Onel Hernández）        |
| 26   | 智利     | 中场 | 紐尼斯（Marcelino Núñez） |
| 27   | 英格兰   | 前锋 | 路維（Jonathan Rowe）     |
| 30   | 希腊     | 后卫 | （Dimitris Giannoulis）   |
| 35   | 英格兰   | 后卫 | 費雪（Kellen Fisher）     |
| 37   | 威尔士   | 门将 | 巴登（Daniel Barden）     |

## 著名球員
在諾里奇慶祝成立100周年時，選出100名對球隊最有貢獻的人物成立名人堂，以下為部份球員：
- 尼爾·阿當斯（Neil Adams）
- 朗·艾殊文（Ron Ashman）
- 奇治·比拿美（Craig Bellamy）
- 史提夫·布魯士（Steve Bruce）
- 米奇·燦農（Mick Channon）
- 約翰·狄漢（John Deehan）
- 賈斯丁·法辛奴（Justin Fashanu）
- 羅拔·費歷克（Robert Fleck）
- 奇治·費蘭明（Craig Fleming）
- 加利·麥臣（Gary Megson）
- 馬田·奧尼爾（Martin O'Neill）
- 馬田·彼得斯（Martin Peters）
- 奇雲·李夫斯（Kevin Reeves）
- 基斯·瑟頓（Chris Sutton）
- 戴夫·屈臣（Dave Watson）
- 基斯·活士（Chris Woods）